# 不二新製作所
株式会社不二新製作所（ふじしんせいさくしょ）は、大阪府大阪市平野区加美南4丁目に所在する製作所。

## 概要
1969年（昭和44年）創業。各種金属・非鉄金属・樹脂などの加工を行う。ガンドリル加工・BTA深穴加工に特化した技術をもつ。
2013年（平成25年）「大阪ものづくり優良企業賞2013」において優良企業賞の1つに選ばれている。

### 基本情報
- 事業所所在地 : 〒547-0003 大阪市平野区加美南4丁目1-21
- 会社設立 : 1969年（昭和44年）2月
- 資本金 : 1,000万円
- 代表者 : 乙間 英司（おとま ひでし）

## 沿革
- 1969年（昭和44年） - 不二新製作所として堺市にて、旋盤1台・フライス1台にて創業
- 1989年（平成元年） - 現在の大阪市平野区へ本社工場移転
- 2005年（平成17年） - 有限会社 不二新製作所を設立
- 2007年（平成19年） - 東大阪金属加工グループ（HIT）に加盟
- 2008年（平成20年） - 中小企業総合展2008（インテックス大阪）に出展、ガンドリル加工機を新規開発・導入
- 2009年（平成21年） - 第16回中小商工業全国交流・研修集会にて「極めるｰ技能・商売」で金属加工業代表のパネラーとして報告
- 2011年（平成23年） - 微細・精密加工技術展2011（インテックス大阪）に共同出展
- 2013年（平成25年）
  - 大阪府/中小企業顕彰制度にて「大阪ものづくり優良企業賞2013」を受賞
  - 株式会社 不二新製作所に商号を変更
- 2015年（平成27年） - 工場を、大阪市平野区加美南4丁目1-21に移転